# 공릉 (조선)
공릉(恭陵)은 조선 제 8대 왕 예종의 정비 장순왕후(章順王后) 한씨의 능이다. 대한민국 경기도 파주시 조리읍 봉일천리에 위치한 파주 삼릉의 하나로, 1970년 5월 26일 사적 제 205호로 지정되었다.

## 개요
장순왕후 한씨는 세종 27년 1445년 1월 16일 상당부원군 한명회의 딸로 태어났다. 1453년 계유정난으로 집권한 지 4년 후, 1457년 맏아들이자 왕세자였던 의경세자가 20세의 젊은 나이로 요절하자, 1460년 4월 11일 둘째인 해양대군(당시 11세)의 세자빈으로 책봉되었다.
그러나 책봉된 지 1년 7개월만인 세조 7년 1461년 11월 30일 원손 인성대군을 낳고 산후병으로 인해 그 해 12월 5일 안기의 집에서 17세의 꽃다운 나이로 승하하였다.
1462년 2월 17일 세조는 장순이라는 시호를 내리고, 2월 25일 파주의 남쪽 언덕에 안장하였다. 그녀가 세자빈으로 세상을 떠났기 때문에 세자빈묘로 간략히 조영하였다. 이듬해 봉분에는 병풍석과 난간석도 없으며, 일반적으로 왕릉에 세워지는 망주석도 생략되었다.
성종 1년 1470년 1월 22일 능호를 《공릉》이라 하고, 1472년 1월 11일에 《장순왕후》로 추존하였다. 그러나 추존된 이후에도 세자빈묘로 조성한 능을 확장하지는 않았다.

## 갤러리

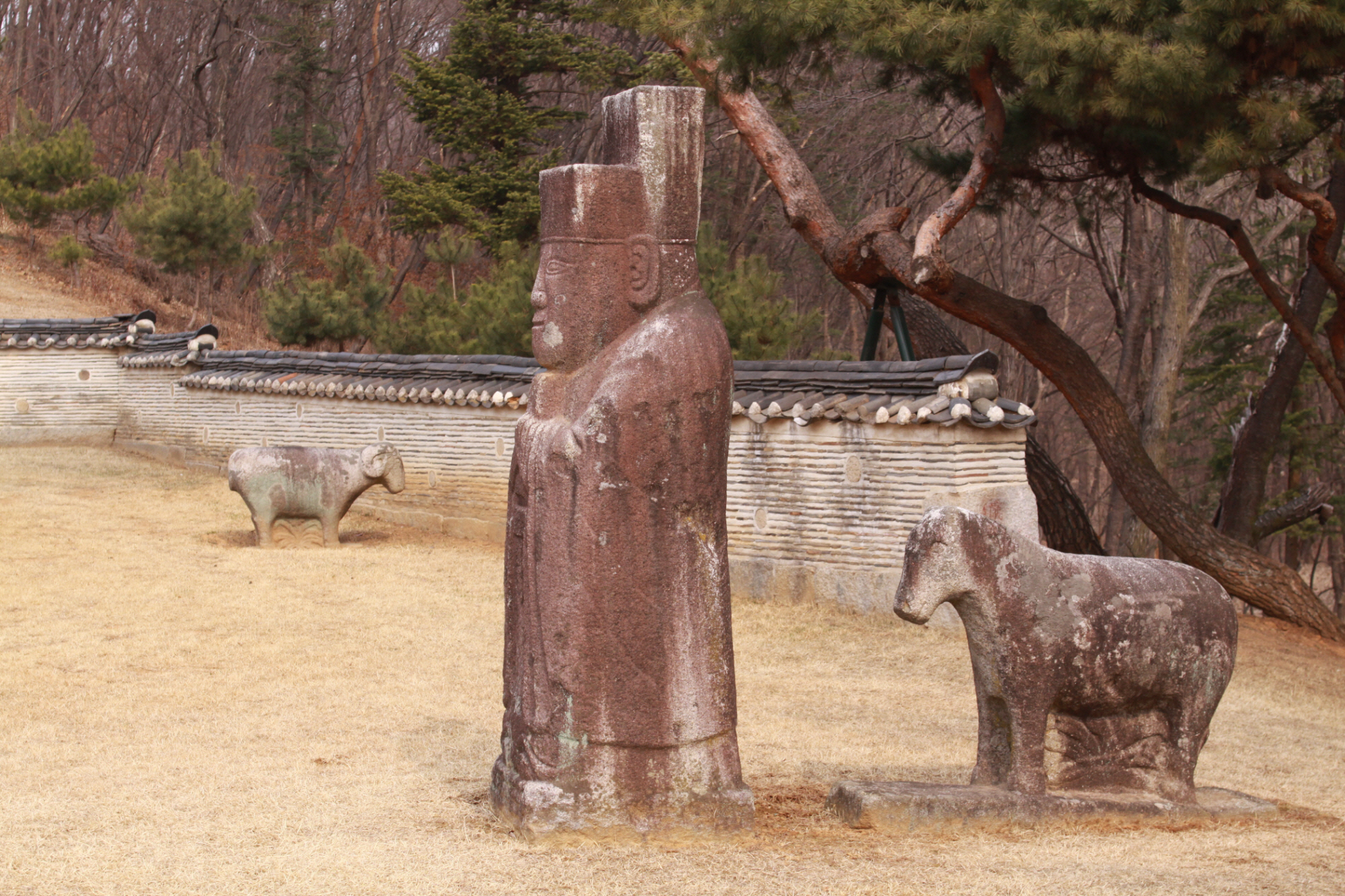
공릉 석인, 석수
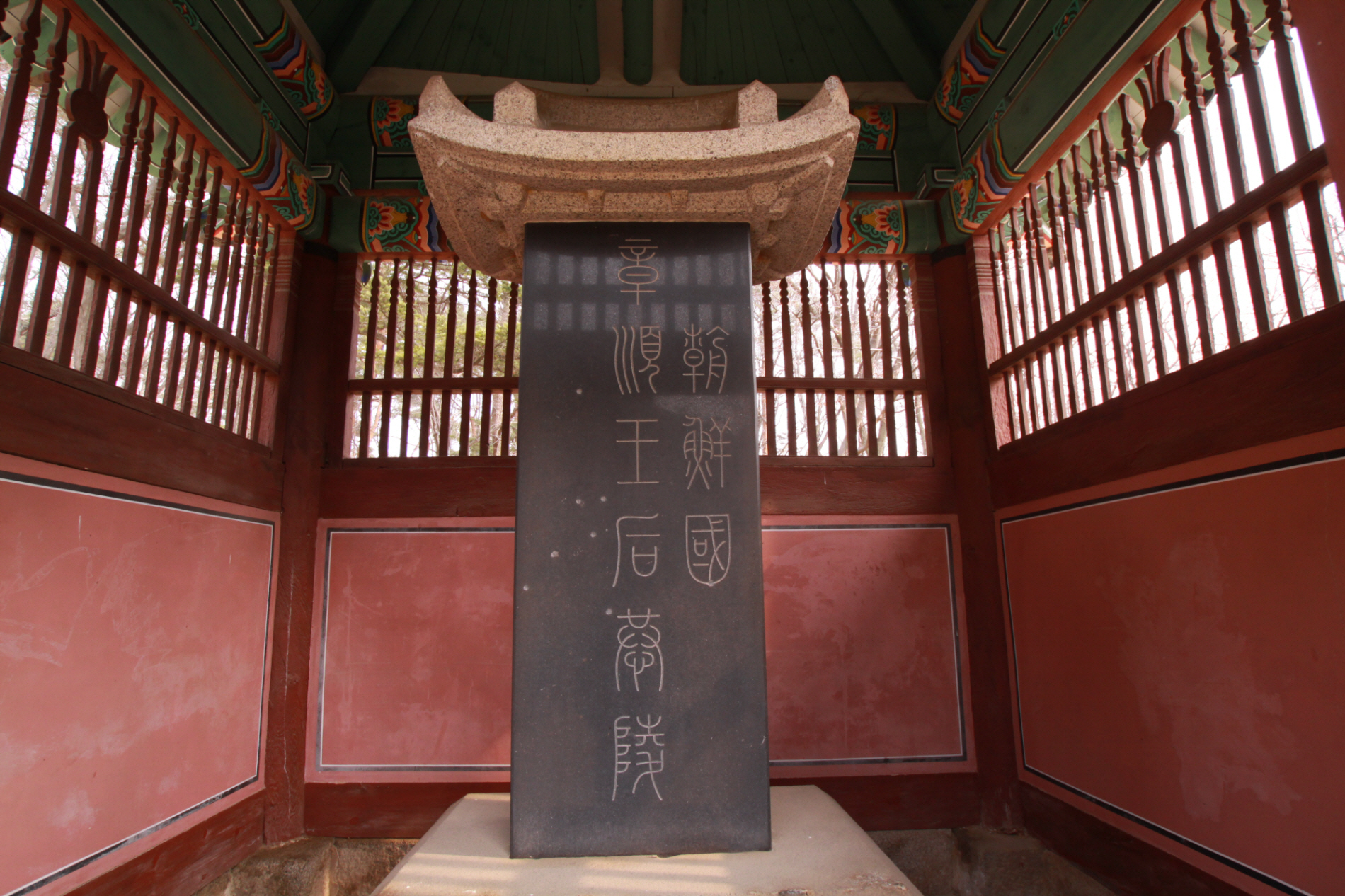
공릉 비문